# Bonapartesaurus
Bonapartesaurus — птахотазовий динозавр родини Гадрозаврові (Hadrosauridae), що існував у кінці крейдового періоду, близько 80–66 млн років тому, на території Аргентини.

## Опис
Гадрозаврид підродини Hadrosaurinae, що характеризується такими ознаками: осисті відростки вищі за тіла крижових хребців у понад 3.5 рази; високі осисті відростки передніх хвостових хребців (у 3.5-4 рази вищі за тіла), мають рівномірне дистальне розширення; передкульшовий відросток дещо загнутий вентрально, кут понад 150°; відношення максимальної дорсовентральної глибини заднього кінця передкульшового відростка до дорсовентральної відстані від лобкової ніжки клубової кістки до її дорсального краю не сягає 0.50; відношення дорсовентральної висоти клубової кістки до її довжини 0.8 чи вище; асиметричний бічний профіль надкульшового відростка; задня частина закульшового відростка потовщена медіолатерально внаслідок його дорсомедіального вигину; розширений спереду кнеміальний гребінь обмежено проксимальною частиною великогомілкової кістки; дещо медіально розширена зчленувальна поверхня надп‘яткової кістки для внутрішньої кісточки великогомілкової кістки, що сполучається тільки з частиною вентральної поверхні кістки.